# Gabriele Possanner
Gabriele Barbara Maria Possanner von Ehrenthal  (27. ledna 1860, Budapešť – 14. března 1940, Vídeň) byla rakouská lékařka. Velmi bojovala, aby mohla jako první žena v Rakousko-Uhersku promovat na Univerzitě.

## Životopis
Gabriele Possanner von Ehrenthal se narodila v Budapešti jako dcera Benjamina barona Possanner von Ehrenthal. Otcem její matky Pauliny byl vojenský lékař Felix von Kraus. Z důvodu častého přemísťování svého otce musela Gabriele Possanner snášet neustálé stěhování (bydleli v šesti různých městech) až do roku 1880, kdy se její otec usadil jako vedoucí oddělení na ministerstvu financí ve Vídni.

### Vzdělávání
Nejprve absolvovala učitelský ústav a maturovala v roce 1887 na Akademickém gymnáziu ve Vídni. Jako externistka, coby žena, se nemohla dostat v podunajské monarchii ke studiu na univerzitě. V letech 1888-1893 studovala v Ženevě a Curychu lékařství. Právní stav ve Švýcarsku však vyžadoval švýcarskou maturitu, než povolil 1. státní zkoušku. Dne 28. června 1890 složila Gabriele Possanner svou druhou maturitu. Když v roce 1894 promovala jako doktorka lékařství a dostala oprávnění pracovat jako praktická lékařka ve všech švýcarských kantonech, vrátila se ale zpátky do Vídně.

### Odborná kariéra
Jediná možnost, která se otevírala v dunajské monarchii pro práci lékařky, bylo přijetí jako úřední lékařky do Bosny a Hercegoviny, kde mohamedánské ženy odmítaly pracovat s mužskými lékaři. Ona ale chtěla praktikovat ve Vídni.
Následovaly četné žádosti a prosby o zaměstnání na nejrůznější místa, další žádosti a prosby na ministerstvo vnitra, na ministerstvo kultury a školství, na rektory a děkany lékařské fakulty a naposledy osobní žádost u císaře Františka Josefa I. (1830-1916), Ten zmocnil ministra vnitra k povolení přijmout ji jako ženu lékařku na porodnictví, pokud to pravomocně schválí přednosta 1. porodnické kliniky.
Dne 19. března 1896 vstoupilo v platnost nařízení, kterým je umožněna nostrifikace zahraničního doktorského diplomu. Gabrielle Possanner žádala na děkanátě lékařství uznání nostrifikace jejího švýcarského diplomu a obdržela kladnou odpověď. Ovšem musela znovu absolvovat všechny teoretické a praktické zkoušky.

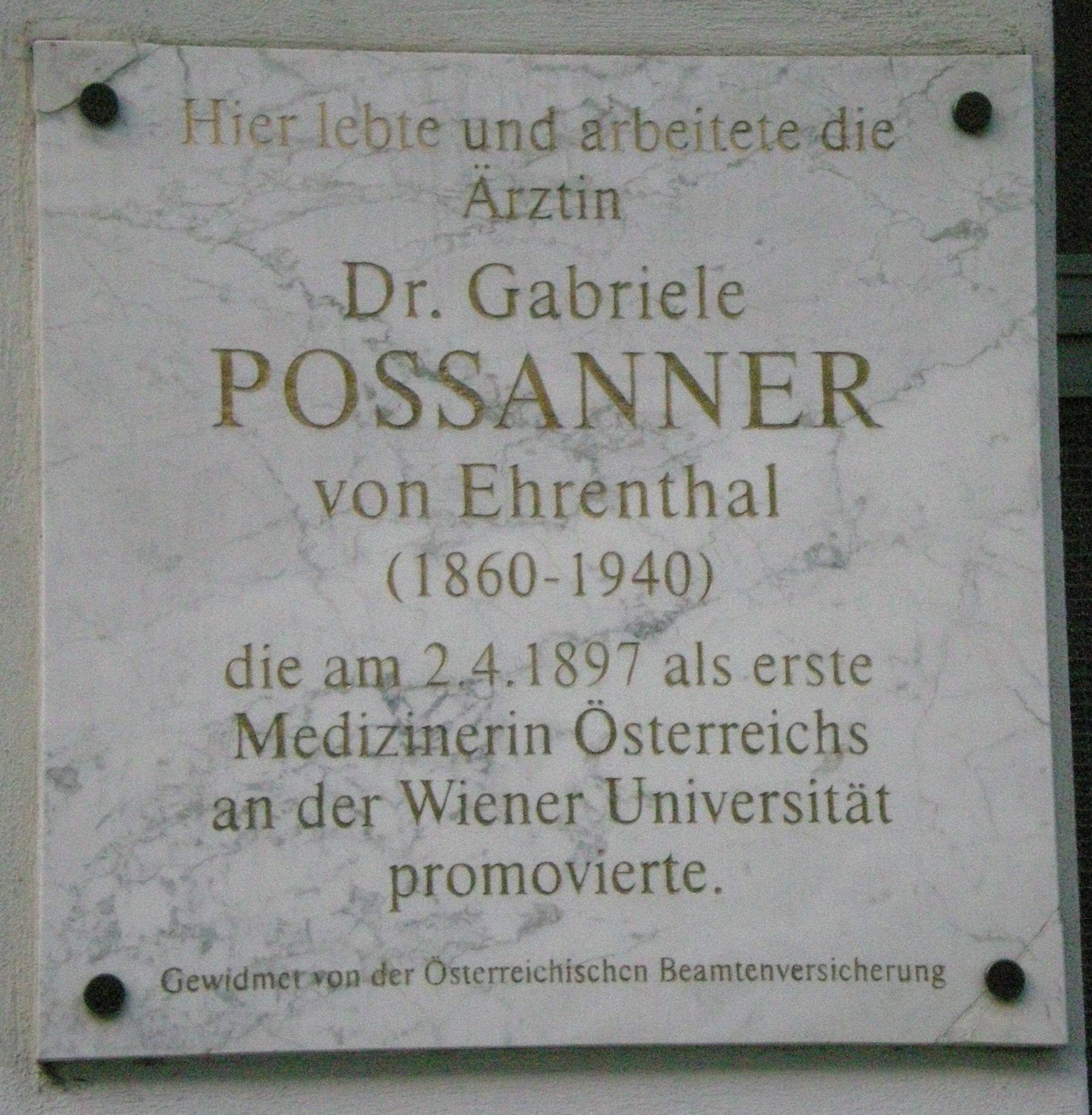
Pamětní deska Gabriely Possanner

Dne 29. března 1897 ukončila třetí rigorózní zkoušky a 2. dubna 1897 promovala jako první žena v rakousko-uherském mocnářství. Dne 10. května zahájila svou praxi praktické lékařky. Roku 1902 dostala místo aspirantky v „nemocnici korunní princezny Štefánie“ ve Vídni-Ottakring, Thaliastraße 44 v 16. vídeňském okrese. Do roku 1903 byla jedinou ženskou lékařkou v c. a k. nemocnici.
Při následujících volbách do rakouské lékařské komory se ukázalo, že nemá oprávnění volit. Její stížnost byla zamítnuta s odůvodněním, že jí jako ženě právo volit nepřísluší. V dalších volbách 1904 byla však již oprávněná volit a byla dokonce i zvolena jako náhradník.
Gabriele Barbara Maria Possanner von Ehrenthal zemřela 14. března 1940 ve svém domě ve Vídni, Alser Straße 26.

## Pocty
- Ve věku 68 let jí byl propůjčen od roku 1912 platný titul "lékařský rada".
- V roce 1960 byla po ní pojmenována ulice ve Vídni-Hietzing, „Possannergasse“ ve 13. vídeňském okrese. Na jejím bývalém domě v Alser Straße 26 byla umístěna pamětní deska.
- Ministerstvo věd propůjčuje od roku 1997 Cenu-Gabriele-Possannger za vědecké práce ve službě šlechetné demokracie.
- V roce 2004 byl na náměstí Zimmermannplatz v 9. vídeňském okrese pojmenován park Gabriele-Possanner-Park.